# Kungsholmens grundskola
| Till vänster: Vallgossen 11, närmast den äldre byggnaden från 1946. Till höger: Tjället 9 från 1966, punkthuset bakom byggnaden hör inte till skolan. |  | Till vänster: Vallgossen 11, närmast den äldre byggnaden från 1946. Till höger: Tjället 9 från 1966, punkthuset bakom byggnaden hör inte till skolan. |
| Till vänster: Vallgossen 11, närmast den äldre byggnaden från 1946. Till höger: Tjället 9 från 1966, punkthuset bakom byggnaden hör inte till skolan. |  | |

Kungsholmens grundskola är en kommunal grundskola och grundsärskola med lokaler i två olika skolbyggnader vid Sankt Göransgatan 73 (Vallgossen 11) respektive 145 (Tjället 9) på Kungsholmen i Stockholm. Efter om- och tillbyggnad 2016 av ett äldre skolhus från 1946 är Kungsholmens grundskola med omkring 1 200 elever Stockholms största kommunala låg- och mellanstadieskola.

## Verksamhet
Kungsholmens grundskola besöks av totalt cirka 1 200 elever med 43 grundskoleklasser och fyra grundsärskoleklasser. I lokalerna vid Sankt Göransgatan 73 undervisas cirka 1 000 elever från förskola till årskurs 6 (F–6 skolan) och lite längre västerut vid Sankt Göransgatan 145 undervisas cirka 200 elever för årskurserna 7 till 9 (7–9 skolan). Personalstyrkan för hela Kungsholmens grundskola F–9 består av cirka 170 medarbetare.

## Skolhusen

### F–6 skolan
- Koordinater: 59°20′00″N 18°1′42.2″Ö / 59.33333°N 18.028389°Ö

Skolhuset vid Sankt Göransgatan 73 (fastighet Vallgossen 11) uppfördes 1946 efter ritningar av arkitekt Paul Hedqvist och inhyste ursprungligen Stockholms stads handelsskola. Hedqvist ritade en enkel byggnadskropp i fyra våningar med fasader av gult tegel. Via en femte takvåning släpptes dagsljus i den centrala hallen. Centralhallen fick runtgående balkonger i varje våningsplan från vilka man nådde klassrum, skrivmaskinsal, skyltningsrum, föreläsningssal, frukostrum och liknande. Namnbyte till Kungsholmens grundskola skedde 2010. Skolhuset blev grönmärkt av Stadsmuseet i Stockholm vilket innebär "särskilt värdefull från historisk, kulturhistorisk, miljömässig eller konstnärlig synpunkt".
År 2013 fick ägaren, Skolfastigheter i Stockholm AB (SISAB), i uppdrag att bygga ut och renovera den gamla handelsskolan. Hus A ombyggdes varsamt och nya lokaler inreddes med ändrade planlösningar. I vinkel mot söder, på en del av skolgården, uppfördes en ny flygel (hus B) i fem våningar som länkades samman via en glasad förbindelsebyggnad med hus A. Förbindelsebyggnaden blev samtidigt skolans nya huvudentré. Under den nya skoldelen anordnades även en underjordisk idrottshall. Fasaderna gestaltades i grått tegel och vit avfärgat puts. För den arkitektoniska utformningen stod Cedervalls arkitektbyrå. Även skolgården fick en ny utformning. 

Kungsholmens grundskola (Vallgossen 11)
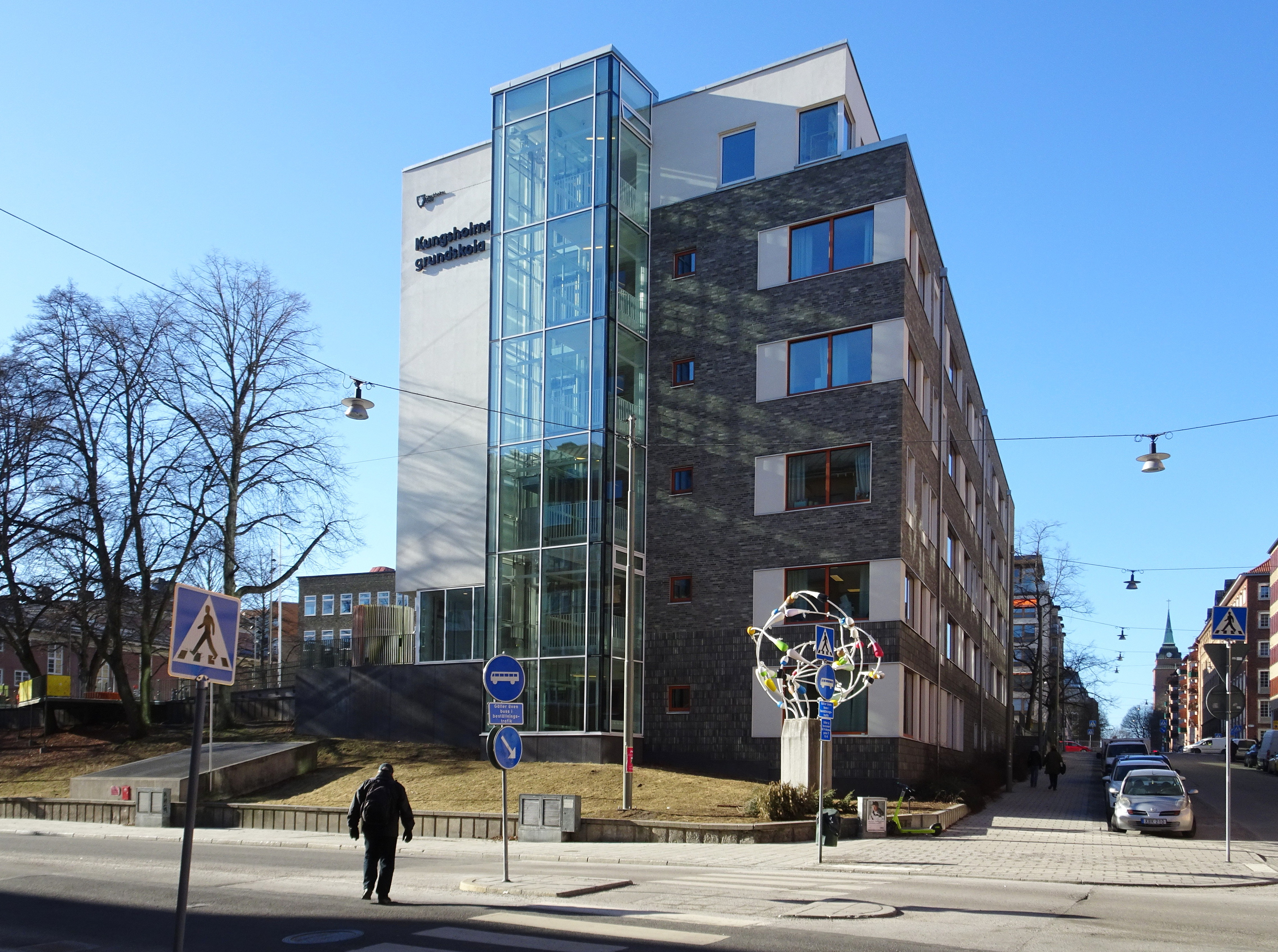
Nya hus B (närmast).
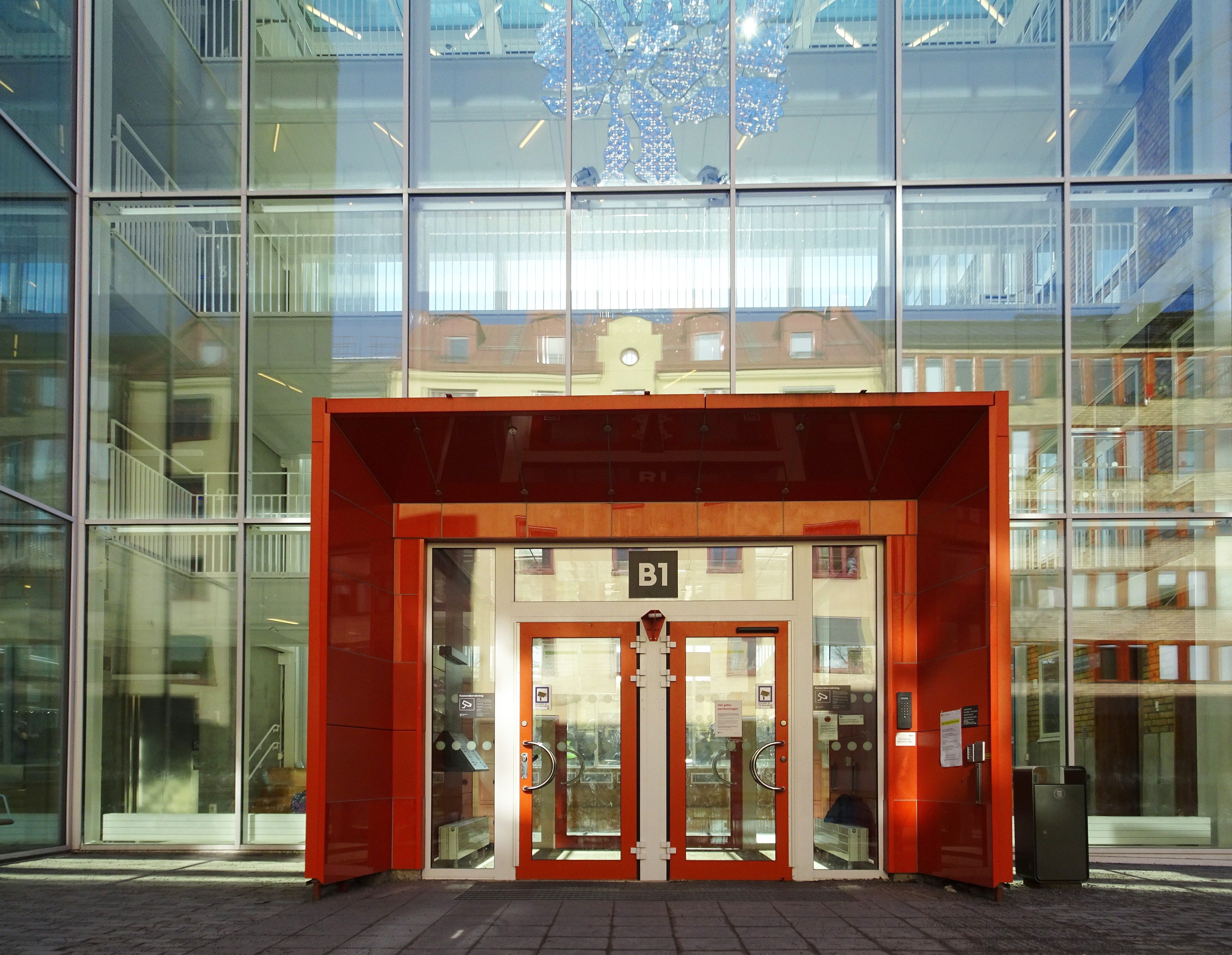
Nya huvudentrén.
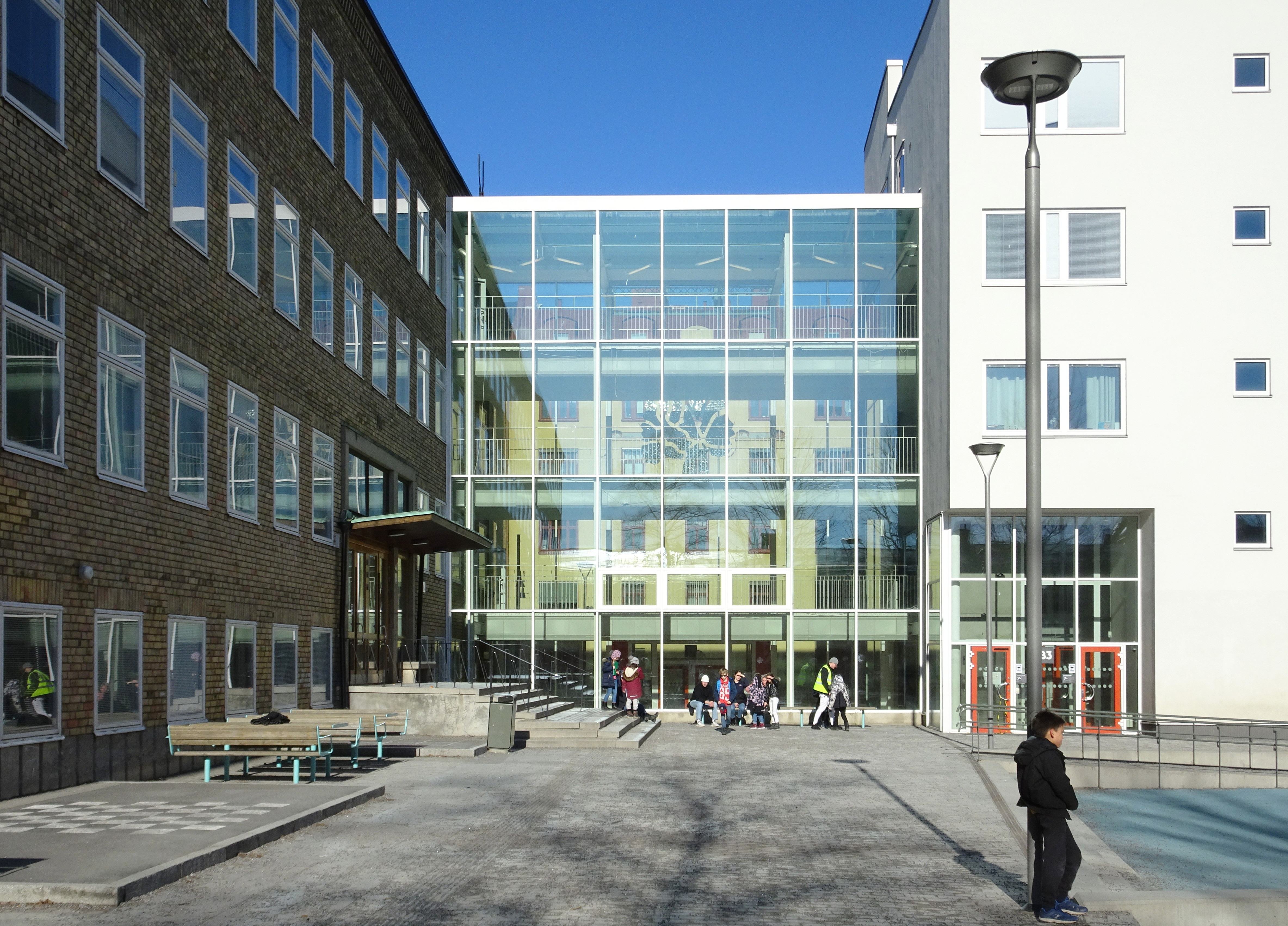
Förbindelsebyggnaden sedd från skolgården.
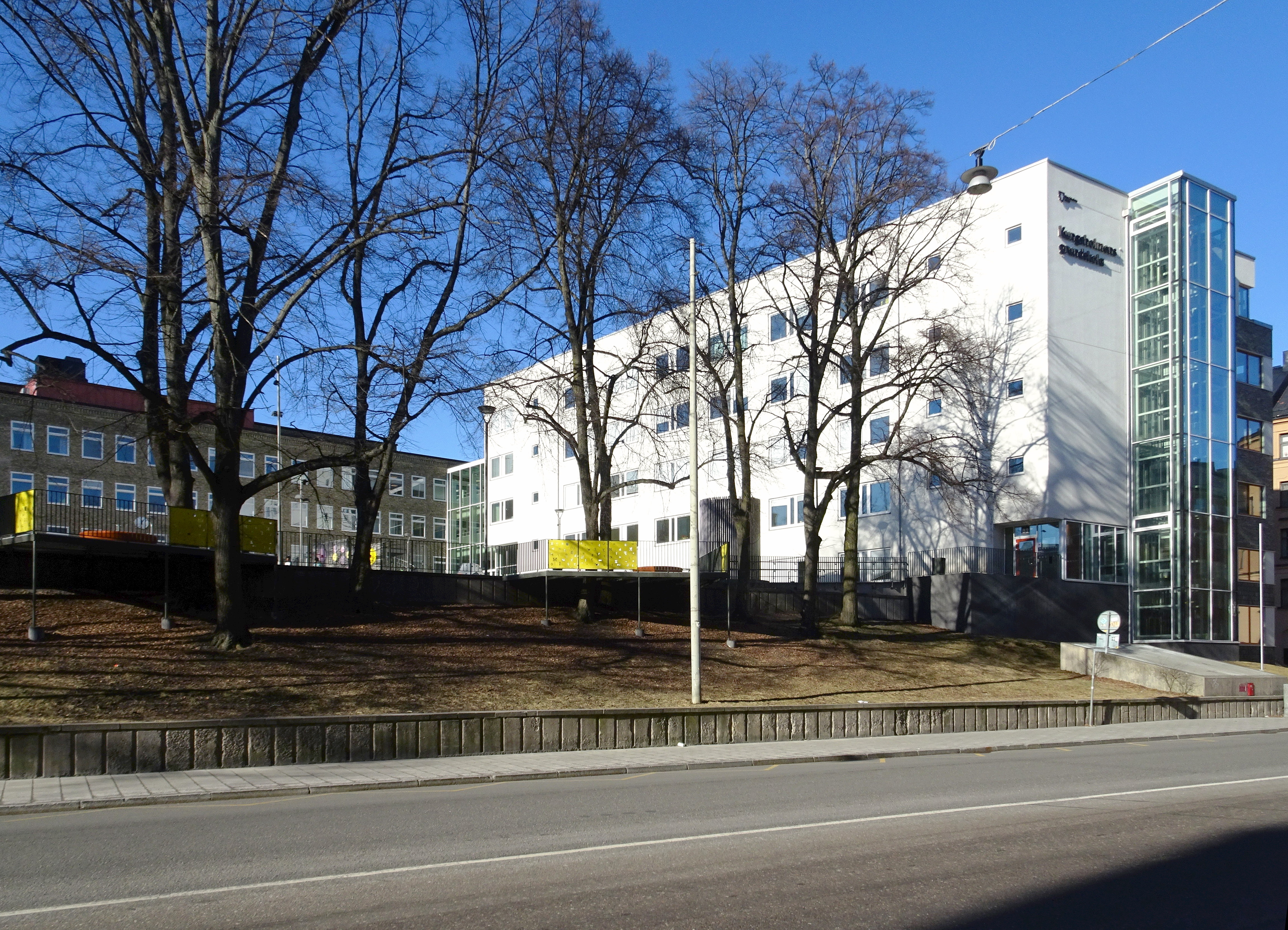
Vy över skolgården, hus A i bakgrunden.

### 6–9 skolan
- Koordinater: 59°20′13.2″N 18°0′57.9″Ö / 59.337000°N 18.016083°Ö

Skolhuset vid Kellgrensgatan (fastighet Tjället 9) uppfördes 1966 av efter ritningar av Tecab Konsulterande Arkitekter genom Anders Tengbom och Kurt Walles. Byggnaden inhyste ursprungligen S:t Görans sjuksköterskeskola. Huset med fasader i rött tegel är en del av ett större komplex som byggdes för Sankt Görans sjukhus. Sedan år 2000 bedrivs här undervisning för Kungsholmens grundskola med årskurserna 6–9. Mellan 1971 och 1998 fanns Vårdgymnasium under Stockholms läns landstings regi. I grannbyggnaden med punkthus (Tjället 8) låg elevbostäder. Båda är grönmärkta av Stadsmuseet. 

Kungsholmens grundskola (Tjället 9)
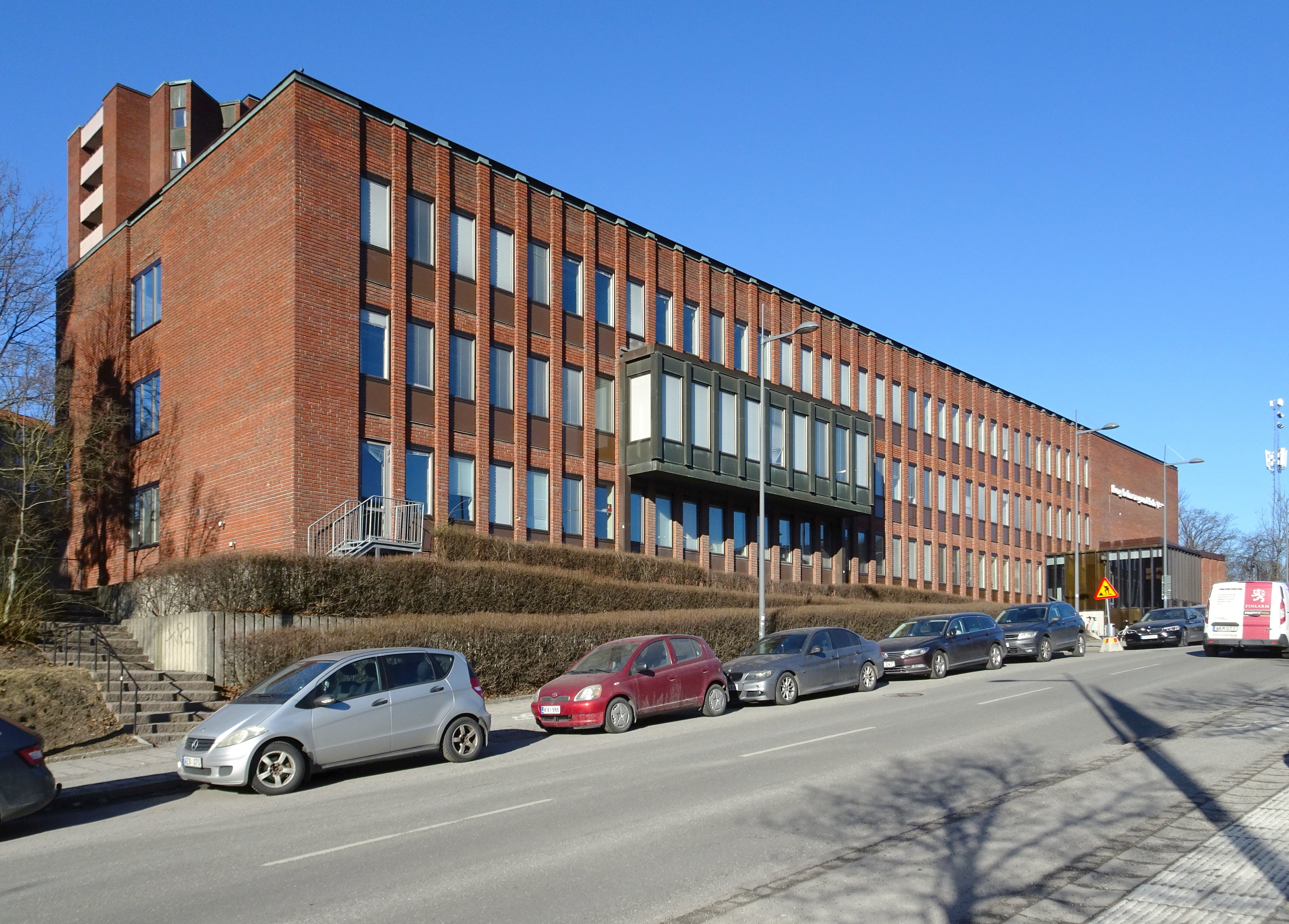
Fasad mot Kellgrensgatan.
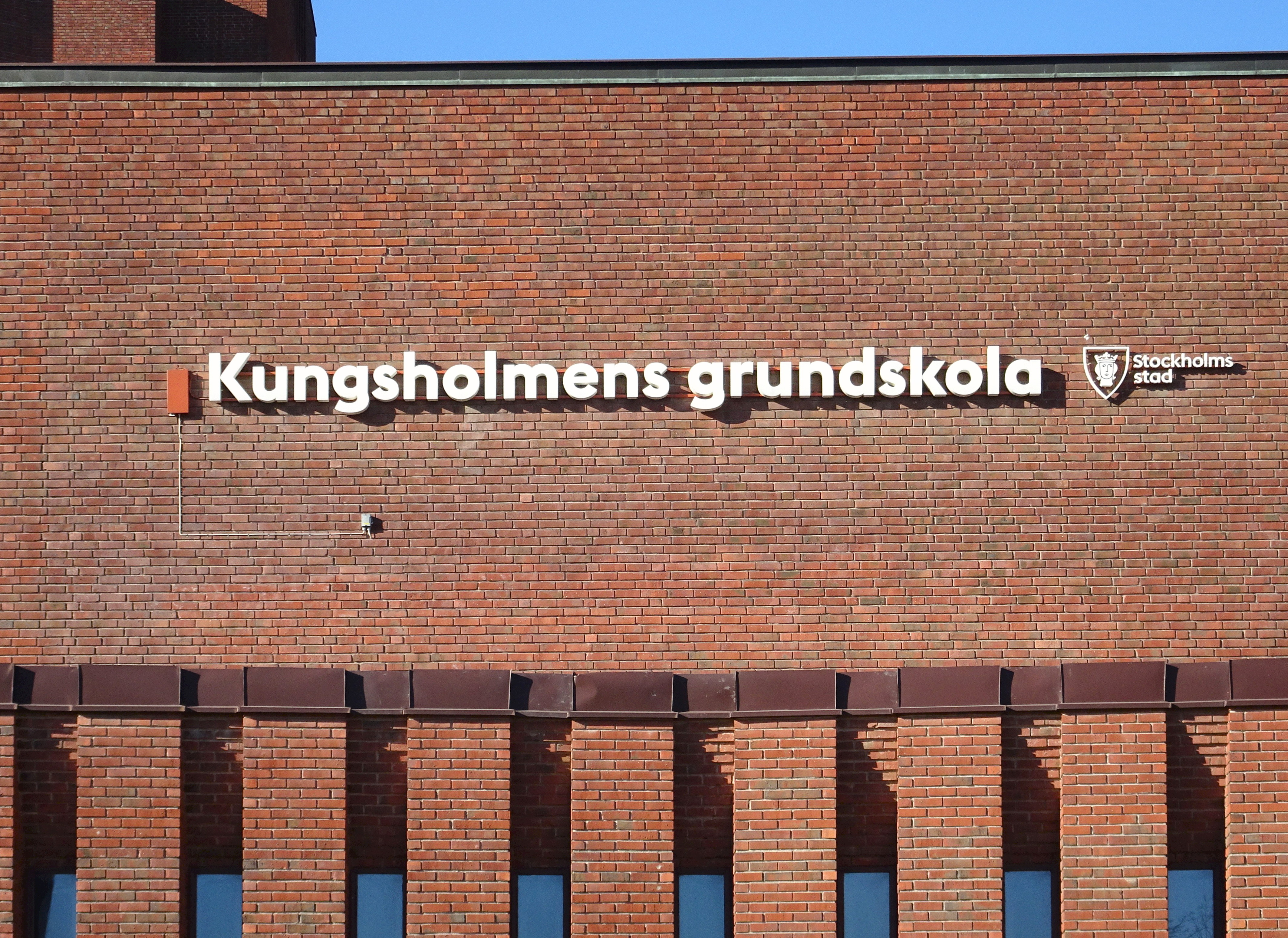
Fasad mot Kellgrensgatan.
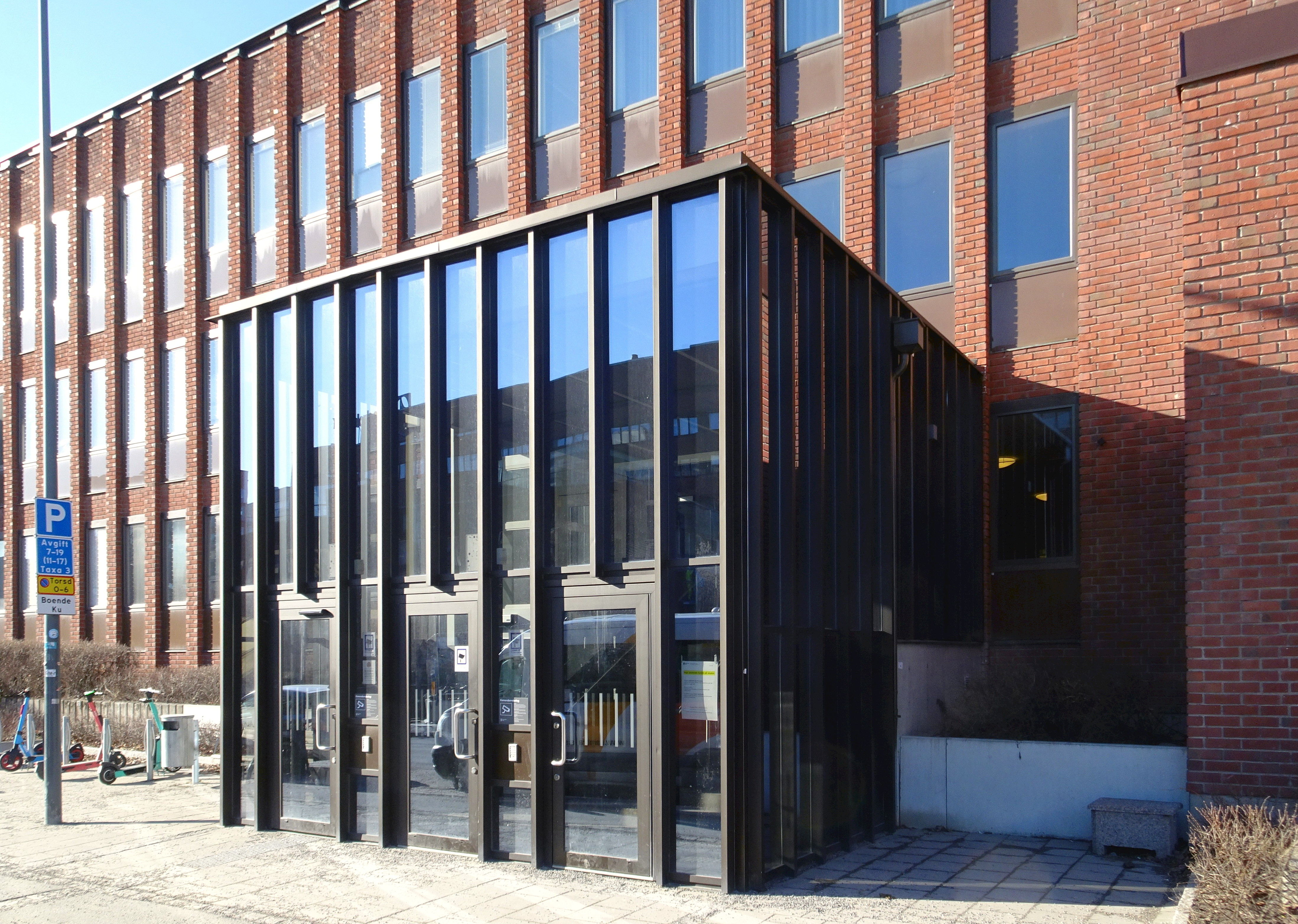
Ny huvudentré mot Kellgrensgatan.
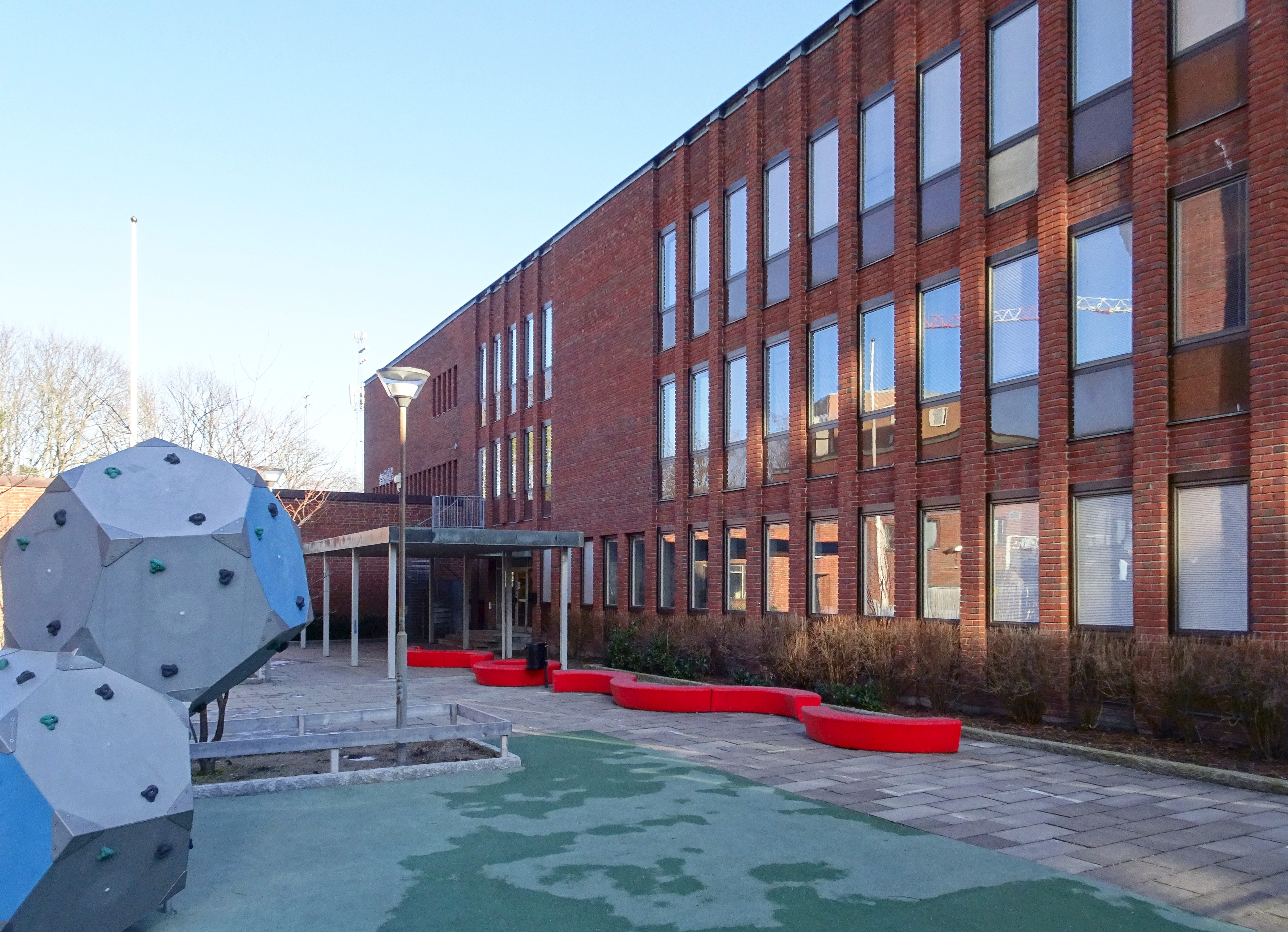
Fasad mot skolgården.

## SE även
- Skolhusarkitektur i Sverige